# Frontera Hidalgo (kommun)
Frontera Hidalgo är en kommun i Mexiko.   Den ligger i delstaten Chiapas, i den sydöstra delen av landet, 900 km sydost om huvudstaden Mexico City.
Följande samhällen finns i Frontera Hidalgo:
- Frontera Hidalgo
- Poblado Francisco I. Madero
- Las Viudas
- San Raquel